# 히라시마섬 (레분정)
히라시마섬은 일본의 홋카이도에 위치해 있는 작은 바위섬을 통틀어 말한다.
도도지마섬의 북쪽에 위치해 있으며 더 남쪽에는 레분섬과 리시리섬이 위치해 있다. 그리고 북동쪽으로는 소야곶과 벤텐섬이 위치해 있다. 동해부터 오호츠크해까지 걸쳐있다. 북쪽에는 타네시마섬이 위치한다.
기후는 도도지마섬보다는 약간 더 한랭하다.

## 같이 보기
- 도도섬 (레분정)
- 동해
- 도도지마섬
- 도도지마섬
- 벤텐섬
- 리시리섬
- 레분섬
- 소야 지청